# Лівада (Хунедоара)
Лівада (рум. Livada) — село у повіті Хунедоара в Румунії. Входить до складу комуни Томешть.
Село розташоване на відстані 335 км на північний захід від Бухареста, 43 км на північний захід від Деви, 96 км на південний захід від Клуж-Напоки, 119 км на північний схід від Тімішоари.

## Населення
За даними перепису населення 2002 року у селі проживали 153 особи, усі — румуни. Усі жителі села рідною мовою назвали румунську.